# Hypophryxus pikei
Hypophryxus pikei är en kräftdjursart som beskrevs av Bruce 1968. Hypophryxus pikei ingår i släktet Hypophryxus och familjen Bopyridae. Inga underarter finns listade i Catalogue of Life.